# سانتا كريستينا دسبرومونتي
هي بلدة تقع في مقاطعة ريدجو كالابريا في إيطاليا.وتبعد 90 كم جنوب غرب كاتانزارو و 30 كم شمال شرق عن ريدجو كالابريا وبلغ عدد سكان البلدة 1086 حسب إحصائيات عام 2004 وتبلغ مساحتها 23.1 كم مربع.
البلدات المجاورة لها: كاريري,كوسوليتو,اوبيدو ماميرتينا,بلاتي,سان لوكا,ستشدو.